# Buczki (Ciechów)
Buczki – część wsi Ciechów (do 31 grudnia 2002 przysiółek) w Polsce położona w województwie dolnośląskim, w powiecie średzkim, w gminie Środa Śląska.
W latach 1975–1998 miejscowość administracyjnie należała do województwa wrocławskiego.
Od dnia 1 stycznia 2003 roku przysiółek stał się częścią wsi Ciechów.